# Aviva
Aviva plc is de op vijf na grootste verzekeringsgroep ter wereld. Het is de grootste verzekeraar in het Verenigd Koninkrijk en de op een na grootste van Canada. Tot 2002 stond het bedrijf bekend als CGNU en was twee jaar eerder ontstaan uit een fusie tussen de verzekeringsgroepen Norwich Union en CGU plc.
Het bedrijf is in 28 landen actief, waaronder Nederland, Frankrijk en Canada. In Nederland had Aviva lange tijd een belang van circa 40% in de Delta Lloyd Groep, deze heeft de onderneming begin 2013 verkocht.